# سیارک ۷۰۰۳۰
سیارک ۷۰۰۳۰ (به انگلیسی: 70030 Margaretmiller، نامگذاری:1999CZ1) هفتاد هزار و سی‌امین سیارک کشف شده‌است که در ۷ فوریه ۱۹۹۹ کشف شد.